# Фольке Фрелен
Фольке Фрелен (швед. Folke Frölén, 25 лютого 1908 — 6 листопада 2002) — шведський вершник.
Олімпійський чемпіон 1952 року в командному триборстві.